# São José do Piauí
São José do Piauí est une municipalité brésilienne située dans l'État du Piauí.